# Geordie Shore/Staffel 4
Der Drehort der vierten Staffel von Geordie Shore ist wie bereits in der 2. Staffel Newcastle upon Tyne. Ihre Erstausstrahlung fand am 6. November in MTV statt. Da Jay und Rebecca nicht mehr dabei sind, steigen zwei neue Bewohner ein: Scott Timlin und Dan Thomas-Tuck. Im Mittelpunkt der Staffel steht Vicky, welche in einer Krise mit ihrem Verlobten Ricci steht und einen Streit mit Sophie hat, der die ganze Familie spaltet. James verletzt Holly mit der Ankündigung, er habe eine neue Freundin. Anfang 2013 wurde Staffel 5 angekündigt.
| Cast members | Series 4 | Series 4 | Series 4 | Series 4 | Series 4 | Series 4 | Series 4 | Series 4 |
| Cast members | 1        | 2        | 3        | 4        | 5        | 6        | 7        | 8        |
| Charlotte    |          |          |          |          |          |          |          |          |
| Dan          |          |          |          |          |          |          |          |          |
| Gaz          |          |          |          |          |          |          |          |          |
| Holly        |          |          |          |          |          |          |          |          |
| James        |          |          |          |          |          |          |          |          |
| Ricci        |          |          |          |          |          |          |          |          |
| Scott        |          |          |          |          |          |          |          |          |
| Sophie       |          |          |          |          |          |          |          |          |
| Vicky        |          |          |          |          |          |          |          |          |
| ------------ | -------- | -------- | -------- | -------- | -------- | -------- | -------- | -------- |

Legende
| No. in Serie | No. in Staffel | Erstausstrahlung (UK) | Dauer   | Einschaltquoten (UK) | Zusammenfassung |
| ------------ | -------------- | --------------------- | ------- | -------------------- | --- |
| 25           | 1              | 6. November 2012      | 60 Min. | 975.000              | Frisch aus Cancun kehren unsere Lads und Lasses wieder an den Ort zurück, wo alles begann: Newcastle. Als Jay und Rebecca in Staffel 3 die Crew verließen gab’s jede Menge Tränen, aber keine Sorge – wir haben für wilden Nachschub gesorgt. Dan und Scott werden das ‚Geordie Shore‘-Haus ordentlich in Staffel 4 aufmischen. In einem Haus mit gemeinsamen Schlafzimmern und einem beeindruckenden Außenbereich für ‚spezielle Gäste‘ inklusive Hot Tub, werden die MTV-Kameras die komplette Action einfangen vom täglichen Zusammenleben der ‚Geordie Shore‘-Crew, über die Party-Nächte auf dem Diamond Strip bis hin zur Arbeit für eine Promotion-Agentur. |
| 26           | 2              | 13. November 2012     | 50 Min. | 1.005.000            | Die Mitbewohner feiern Riccis und Vickys Verlobung in gewohnter Geordie-Manier. Charlotte hält das für die perfekte Gelegenheit, allen ihren neuen Freund vorzustellen, und was ein unvergesslicher Abend werden sollte, wird zum Albtraum. |
| 27           | 3              | 20. November 2012     | 50 Min. | 1.069.000            | Die Mitbewohner machen sich ohne Ricci und Sophie nach Liverpool auf, um dort die Clubs abzuchecken. James enthüllt ein Geheimnis, das er dem ganzen Haus verschwiegen hat, und Charlotte wird schwach und steigt zu Gaz ins Bett. |
| 28           | 4              | 27. November 2012     | 50 Min. | 941.000              | Es gibt dicke Luft im Haus: Vicky und Sophie reden nicht miteinander, und das Haus steht zwischen den Fronten. James will den Mitbewohnern seine neue Freundin Kate vorstellen, und Charlotte gesteht ihrem Freund, dass sie zu Gaz ins Bett gestiegen ist. |
| 29           | 5              | 4. Dezember 2012      | 50 Min. | 1.049.000            | Vicky und Sophie haben sich versöhnt, und endlich ist wieder Frieden im Haus eingekehrt. Aber die Ruhe währt nicht lange, denn als die Mitbewohner zusammen ausgehen, führt Riccis Eifersucht zu einem Desaster. |
| 30           | 6              | 11. Dezember 2012     | 50 Min. | 1.042.000            | James hat Geburtstag, und die Mitbewohner planen einen Trip nach Dublin, um dort mit einem Überraschungsgast zu feiern. Ihre Freude ist aber nur von kurzer Dauer, denn bei ihrer Rückkehr hat Ricci furchtbare Neuigkeiten. |
| 31           | 7              | 18. Dezember 2012     | 60 Min. | 935.000              | Die Mitbewohner gehen campen, doch die Mädels sind in der freien Natur ziemlich deplatziert, ganz zur Freude der Jungs. Bei ihrer Rückkehr in die Zivilisation vergeht den Jungs jedoch das Lachen: Sie sind einer Horde wilder Frauen ausgeliefert. |
| 32           | 8              | 18. Dezember 2012     | 45 Min. | 937.000              | Die Zeit im Haus neigt sich dem Ende zu, und manche Mitbewohner sehen dem Auszug freudiger entgegen als andere. Doch bevor sie ihre Koffer packen, wird noch mal so richtig Party gemacht, und es scheint, als lägen altbekannte Gefühle in der Luft. |